# Chulum Juárez
Chulum Juárez är en ort i Mexiko.   Den ligger i kommunen Tila och delstaten Chiapas, i den sydöstra delen av landet, 700 km öster om huvudstaden Mexico City. Chulum Juárez ligger 830 meter över havet och antalet invånare är 2 137.
Terrängen runt Chulum Juárez är bergig åt nordväst, men åt sydost är den kuperad. Runt Chulum Juárez är det ganska tätbefolkat, med 111 invånare per kvadratkilometer. Närmaste större samhälle är Simojovel de Allende, 18,0 km sydväst om Chulum Juárez. I omgivningarna runt Chulum Juárez växer i huvudsak städsegrön lövskog.